# Örebro (hạt)
Hạt Örebro (tiếng Thụy Điển: Örebro län) là một hạt hay län ở miền trung Thụy Điển. Hạt này giáp các hạt Västra Götaland, Värmland, Dalarna, Västmanland, Södermanland và Östergötland.
Hạt Örebro trùng với tỉnh Närke, nhưng nửa phía tây lại nằm trong Västmanland, và một phần nhỏ ở Värmland.
Trong những năm cuối thế kỷ 19, thành phố này đã phát triển mạnh mẽ trong ngành sản xuất giày dép. Và nó cũng là quê hương của nhiều người nổi tiếng như Nina Persson, ca sĩ chính của ban nhạc The Cardigans nổi tiếng toàn cầu, và Hoàng tử Daniel, phu quân Công chúa Victoria của Thụy Điển, đều xuất thân từ nơi đây.

## Các đô thị
- Ljusnarsberg
- Hällefors
- Lindesberg
- Nora
- Karlskoga
- Örebro
- Lekeberg
- Degerfors
- Kumla
- Hallsberg
- Laxå
- Askersund